# Etgar Keret
Etgar Keret (en hébreu : אתגר קרת), né le 20 août 1967 à Ramat Gan, est un écrivain, scénariste de bande dessinée et cinéaste israélien et polonais.

## Biographie
Etgar Keret est né à Ramat Gan dans la banlieue de Tel-Aviv et grandit dans la rue Bialik. Sa mère Orna, née Irena Felicja est une rescapée du ghetto de Varsovie et son père Efraim Keret né à Baranavitchy, caché pendant deux ans dans un trou  est aussi un survivant de la Shoah ,. Il est leur troisième enfant.
Il travaille pour la télévision, produit des courts-métrages et écrit des bandes dessinées, des nouvelles qui sont publiés dans New York Times, Le Monde, The New Yorker, The Guardian, The Paris Review, The Wall Street Journal, et Zoetrope.
Son premier recueil de nouvelles Pipelines parait en 2002. Il est l'un des écrivains les plus populaires en Israël et ses œuvres sont traduites dans 42 langues dans 45 pays. Son écriture considéré comme post-moderne, absurde et humoristique.
Le film Les Méduses réalisé avec son épouse, Shira Geffen, obtient la Caméra d'Or au festival de Cannes en 2007.
Il a coécrit le scénario du film d'animation Le Sens de la vie pour 9.99$, inspiré de ses nouvelles.
Son recueil de nouvelles, chroniques intimes sept années de bonheur est d'abord publié en anglais. Il n'est pas traduit en hébreu, pour respecter le choix de son jeune fils Lev car il y a beaucoup d'histoires parlant de lui et pour montrer la réalité israélienne au monde extérieur,.
Il donne des cours à l'université Ben Gourion du Néguev (Beer-Sheva) et à l'université de Tel Aviv.
En 2013 il a fondé, avec Dov Alfon, un projet à but non lucratif visant à faire le pont entre la littérature et les nouveaux média, intitulé Storyvid.
En 2017, le film  documentaire Etgar Keret: Based on a True Story des réalisateurs néerlandais Stephane Kaas and Rutger Lemm est présenté au Festival du Film de Haïfa. Le documentaire se demande pourquoi les mensonges sont essentiels à la survie de cet auteur et remporte en Novembre 2018 un prix  lors de la 46e édition des Emmy Awards internationaux à New York, dans la catégorie programme artistique.
En janvier 2018, il est signataire avec 34 autres personnalités littéraires dont Zeruya Shalev, David Grossman, Orly Castel Bloom et  Amos Oz  d'une lettre adressée au premier ministre israélien Benjamin Netanyahu lui demandant le non renvoi des personnes réfugiées originaires de l'Érythrée et du Soudan.
En 2018, il est coscénariste avec sa femme Shira Geffen de la série en quatre épisodes L'Agent immobilier tournée pour Arte avec Mathieu Amalric, Eddy Mitchell Nicole Shirer et Sarah Adler et diffusé à partir d'Avril 2020. Il y joue le rôle d'un ouvrier polonais avec son frère Nimrod Keret et son fils Lev interprète Pavel, le fils du marchand de bien sans scrupule Simon Elmaleh joué par Michelangelo Marchese.
En janvier 2019, son livre de nouvelles Incident au fond de la galaxie reçoit le prix Sapir, le prix littéraire le plus prestigieux d'Israël.

### La maison Keret à Varsovie

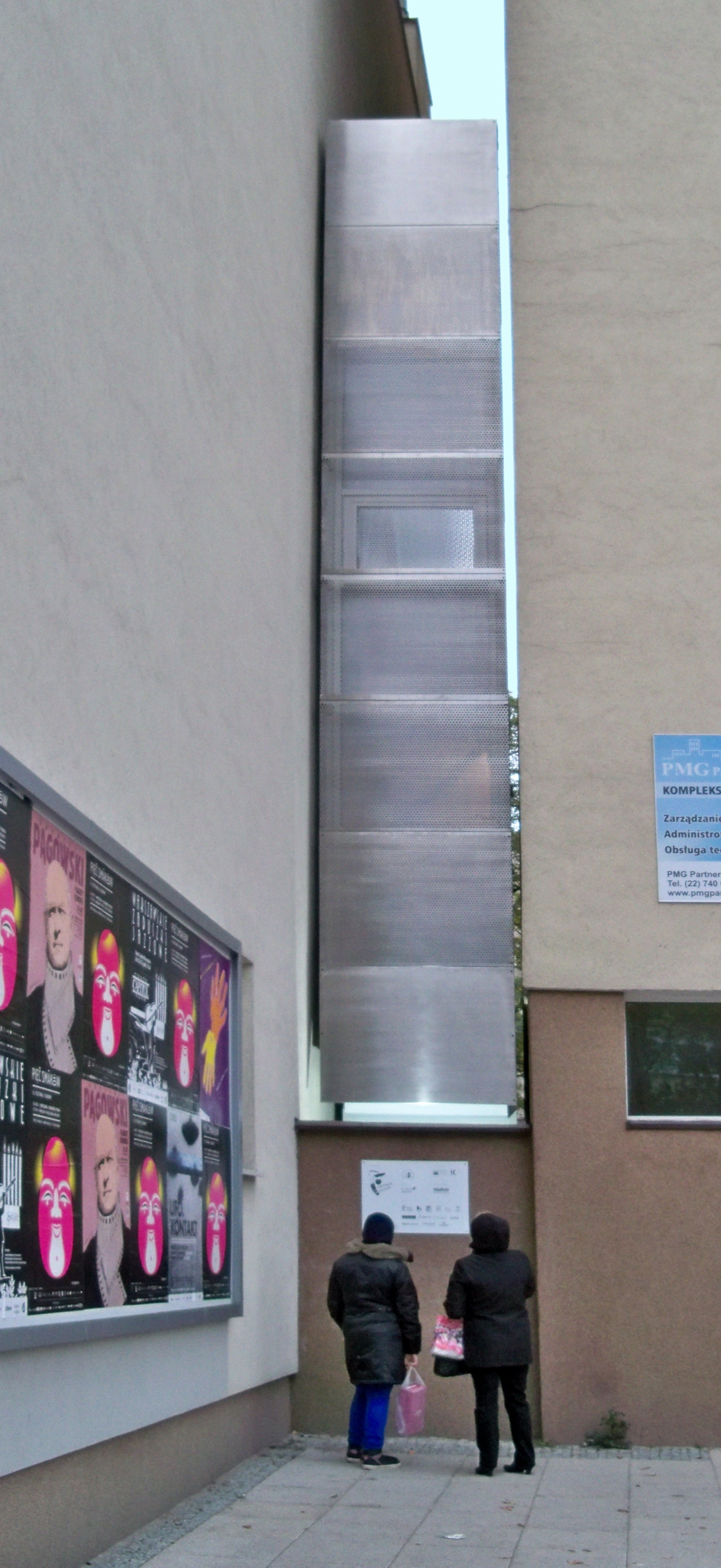
La maison Keret.

Le 19 octobre 2012, il inaugure la maison Keret à Varsovie, la maison la plus étroite au monde, destinée à devenir un lieu de création artistique. La maison se trouve dans le quartier de Wola à l'endroit où autrefois se trouvait une entrée dans le ghetto de Varsovie. Ses dimensions sont 152 centimètres pour la  plus large et 92 centimètres pour la plus étroite, avec une superficie totale de 14,5 m2.

## Décoration
- Chevalier de l'ordre des Arts et des Lettres (2010)[15]

## Prix et distinctions
- 2012 : Prix Newmann de l'université Bar-Ilan
- 2016 : Prix Charles Bronfman[3]
- 2016 : Prix Adei Wizo pour Sept années de bonheur[16]
- 2019 : Prix Sapir pour Incident au fond de la Galaxie
- 2019 : Meilleur scénario pour L'Agent immobilier au festival de la fiction TV de La Rochelle[17]

## Œuvres traduites en français

### Bande dessinée
- La Journée de la Terre, avec Asaf Hanuka, Éditions du Masque, coll. « Petits meurtres », 2000  (ISBN 2-7024-9323-8)[18]
- Pizzeria Kamikaze, avec Asaf Hanuka, Actes Sud, coll. « Actes Sud BD », 2008  (ISBN 978-2-7427-7235-3)

### Littérature
Sauf mention contraire, les ouvrages d'Etgar Keret sont publiés aux éditions Actes Sud  puis aux Éditions de l'Olivier et sont traduits de l'hébreu par Rosie Pinhas-Delpuech.
- La Colo de Kneller, récit, 2001 Adapté au cinéma dans Petits suicides entre amis (Wristcutters: A Love Story).
- Crise d'asthme, nouvelles, 2002[19]
- Un homme sans tête et autres nouvelles, nouvelles, 2005
- Fou de cirque, illustrations de Rutu Modan, littérature de jeunesse, Albin Michel, 2005
- Pipelines, nouvelles, trad. Rosie Pinhas-Delpuech et Bee Formentelli, 2008
- Au pays des mensonges, nouvelles, 2011
- Sept années de bonheur, chroniques intimes, trad. de l'anglais par Jean-Pierre Carasso et Jacqueline Hue, Éditions de l'Olivier, 2014
- Incident au fond de la galaxie, Éditions de l'Olivier, 2020[20]
- La colo de Kneller, Éditions de l'Olivier, 2022
- Un homme sans tête, recueil de 34 nouvelles  parues aux Éditions de l'Olivier, 2022
- Correction Automatique,  recueil de 33 nouvelles parues aux Éditions de l'Olivier, 2025[21],[22]